# Polyscias vogelkopensis
Polyscias vogelkopensis är en araliaväxtart som beskrevs av Philipson. Polyscias vogelkopensis ingår i släktet Polyscias och familjen araliaväxter. Inga underarter finns listade.